# ナチス・ドイツの焚書

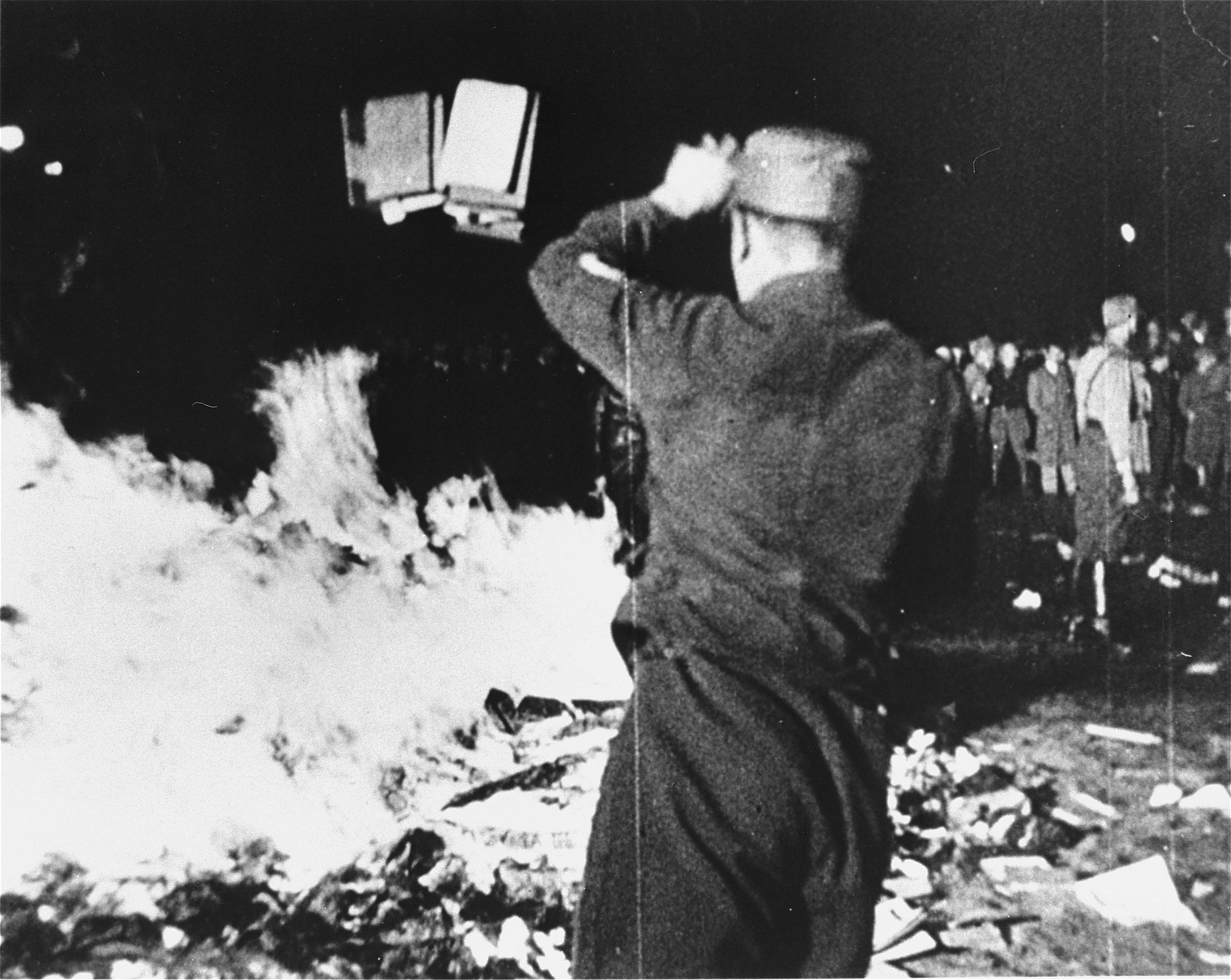
1933年5月にベルリン・オペラ広場で行われた焚書

ナチス・ドイツの焚書（ナチス・ドイツのふんしょ、英語: Nazi book burnings）は、ドイツ国内の本のうちで、ナチズムの思想に合わないとされた書物が、ナチス・ドイツによって儀式的に焼き払われた焚書である。

## 経緯
ナチ党の権力掌握後の1933年4月6日、ドイツ学生協会が新聞やプロパガンダの手段により、全国的に「非ドイツ的な魂」に対する抗議運動を行う宣言をし、運動は火による書物の「払い清め（Säuberung）」と称する焚書によってクライマックスを迎えた。地方局はこの宣言や委託論文付きの新聞を発行し、スポンサーである著名なナチ党の人物に集会での演説をさせ、ラジオの放送時間を得るための交渉を行った。学生協会も4月8日に、マルティン・ルターを意図的に連想させた12ヶ条の論題を起草し、ルターの95ヶ条の論題が投稿されて300年を記念したヴァルトブルク祭に合わせて、「非ドイツ的」な本の焚書の計画を練った。「純粋な」国語と文化が12ヶ条の論題によって提唱され、貼り紙などによりこの論題が宣伝された。論題は「ユダヤ人の知識の偏重」を攻撃し、ドイツ語とドイツ文学の純化の必要性が断言され、大学がドイツのナショナリズムの中心となることを要求していた。学生らは、焚書運動を全世界のユダヤ人によるドイツに対する「組織的中傷」への答えとし、伝統的なドイツ的価値を肯定した。

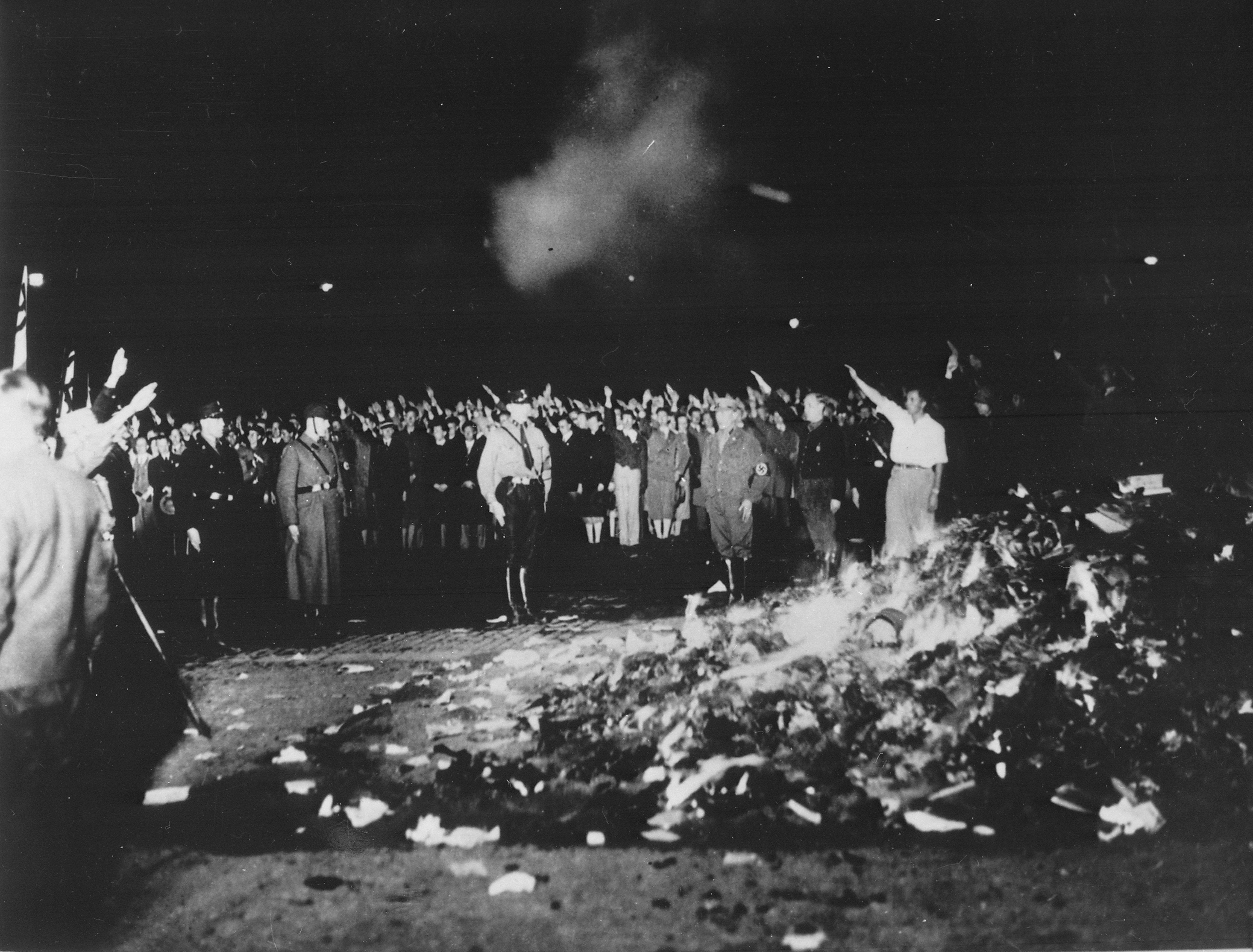
1933年5月11日にベルリン・オペラ広場で行われた焚書。

1933年5月10日、学生たちは、25,000冊を上回る「非ドイツ的な」本を燃やし、国家による検閲と文化の支配の時代の到来を告げる凶兆となった。5月10日夜、ドイツのほとんどの大学都市において、国家主義者の学生がトーチを掲げながら、「非ドイツ的魂への抵抗」の行進を行った。この周到に準備された儀式では、ナチ党の高官、教授、教区牧師、学生のリーダーが、参加者や観衆に向けて演説を行った。会場では、学生達が押収された好ましくない本を、まるで喜ばしい儀式であるかのように、かがり火の中に投げ入れ、「火の誓い」の歌がバンド演奏され、儀礼的な文が読み上げられた。ベルリンでは、40,000以上の人がヨーゼフ・ゲッベルスの演説を聞きに、ウンター・デン・リンデン沿いのオペラ広場（Opernplatz）に集合した。ゲッベルスは、「退廃やモラルの崩壊にはナイン（ノー）、家族や国家における礼儀や道徳にはヤー（イエス）。私は、ハインリヒ・マン、エルンスト・グレーザー、エーリッヒ・ケストナーの書物を焼く」などと演説した。
ドイツ学生連盟が当初計画していたすべての本が、5月10日に燃やされたわけではなく、雨のため2、3日延期されたものもあり、地方局の意向により、伝統的な祝い事のある夏至の日の6月21日に燃やされたものもあった。しかしドイツ国内の34の大学都市で行われた、「非ドイツ的魂への抵抗」は成功し、新聞報道により広く取り上げられた。そして、ベルリンなどのいくつかの都市では、演説や歌、儀式的な文の読み上げがラジオ局で取り上げられ、聴衆である多くのドイツ国民に生放送された。また、没収した本の一部は反ユダヤの研究資料として使われた。